# Sông Layon
Sông Layon (tiếng Pháp: le Layon) là một sông dài 90,2 km (56,0 mi) ở các tỉnh Deux-Sèvres và Maine-et-Loire phía tây nước Pháp. Sông bắt nguồn gần Saint-Maurice-la-Fougereuse. Nhìn chung sông chảy theo hướng tây bắc. Đây là một nhánh bên trái của sông Loire và chảy gần Chalonnes-sur-Loire.

## Các đơn vị dân cư nằm dọc sông
Từ nguồn đến cửa sông có các khu vực dân cư sau: 
- Deux-Sèvres: Saint-Maurice-la-Fougereuse, Genneton
- Maine-et-Loire: Cléré-sur-Layon, Passavant-sur-Layon, Nueil-sur-Layon, Les Verchers-sur-Layon, Concourson-sur-Layon, Saint-Georges-sur-Layon, Brigné, Martigné-Briand, Tigné, Aubigné-sur-Layon, Faveraye-Mâchelles, Thouarcé, Faye-d'Anjou, Champ-sur-Layon, Rablay-sur-Layon, Chanzeaux, Beaulieu-sur-Layon, Saint-Lambert-du-Lattay, Rochefort-sur-Loire, Saint-Aubin-de-Luigné, Chaudefonds-sur-Layon, Chalonnes-sur-Loire